# Rocky Mound (Texas)
Rocky Mound es un pueblo ubicado en el condado de Camp en el estado estadounidense de Texas. En el Censo de 2010 tenía una población de 75 habitantes y una densidad poblacional de 71,15 personas por km².

## Geografía
Rocky Mound se encuentra ubicado en las coordenadas 33°1′16″N 95°1′9″O / 33.02111, -95.01917. Según la Oficina del Censo de los Estados Unidos, Rocky Mound tiene una superficie total de 1.05 km², de la cual 1.05 km² corresponden a tierra firme y (0.25%) 0 km² es agua.

## Demografía
Según el censo de 2010, había 75 personas residiendo en Rocky Mound. La densidad de población era de 71,15 hab./km². De los 75 habitantes, Rocky Mound estaba compuesto por el 54.67% blancos, el 40% eran afroamericanos, el 0% eran amerindios, el 0% eran asiáticos, el 0% eran isleños del Pacífico, el 4% eran de otras razas y el 1.33% pertenecían a dos o más razas. Del total de la población el 9.33% eran hispanos o latinos de cualquier raza.